# Phytodietus formosanus
Phytodietus formosanus là một loài tò vò trong họ Ichneumonidae.